# Reinhold Rabich

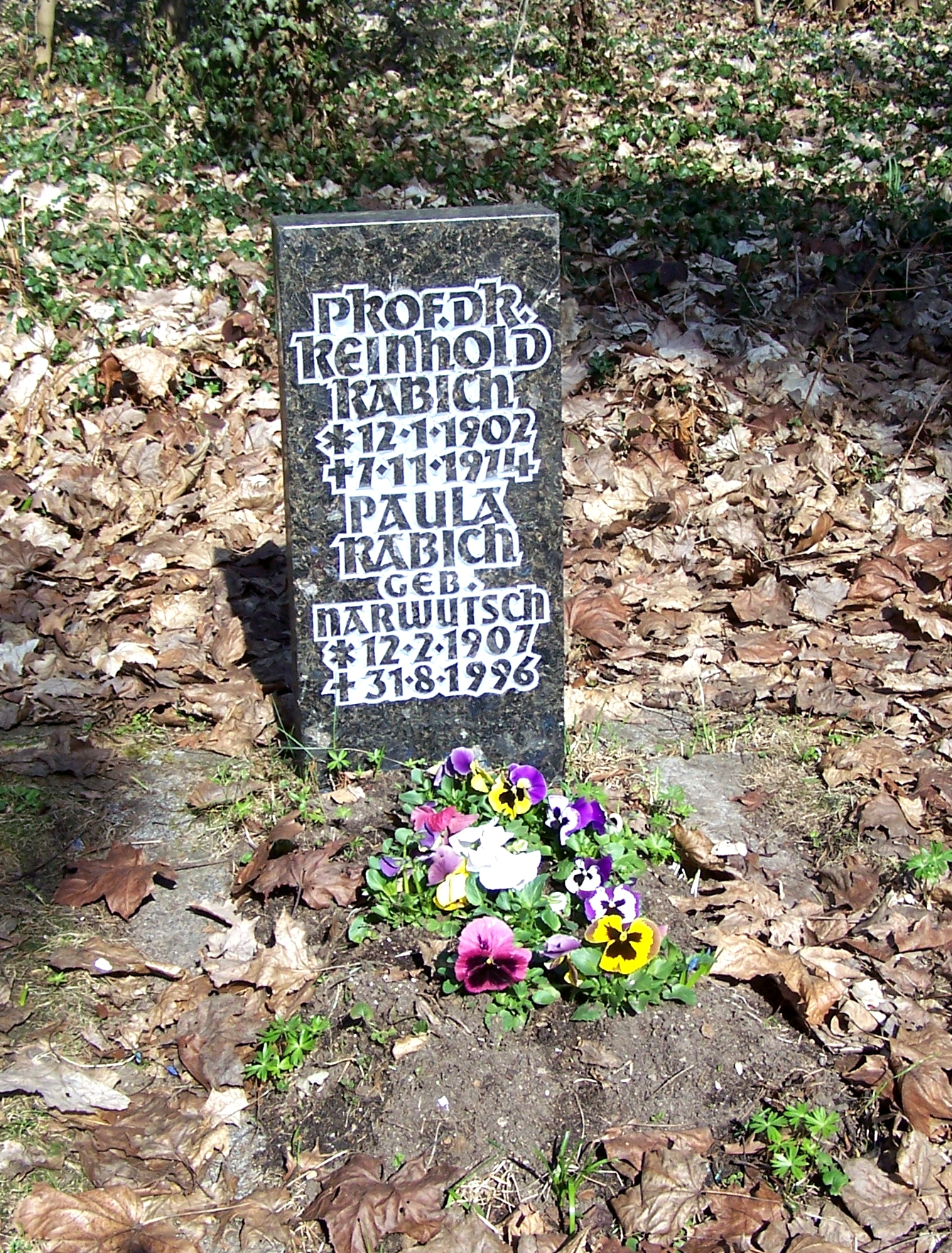
Grab von Rabich, Paulifriedhof Dresden

Reinhold Rabich  (* 12. Januar 1902 in Gotha; † 7. November 1974 in Dresden) war ein deutscher Bauingenieur.

## Leben
Rabich ging in Gotha auf die Oberrealschule und war dort Zeichner, Konstrukteur und Statiker bei der Gothaer Waggonfabrik, bevor er nach dem Abitur 1928 Bauingenieurwesen an der TU Dresden studierte mit dem Diplom 1932. Danach war er dort Assistent. 1934 bis 1945 war er Ingenieur bei Dyckerhoff & Widmann in Berlin. Neben Planungen von Bauwerken aus Stahlbeton forschte er auch über deren Statik in Zusammenarbeit mit Franz Dischinger und Ulrich Finsterwalder. Insbesondere fand er baupraktische Formulierungen der Statik von Schalen, insbesondere Kreiszylinderschalen. 1945 bis 1949 war er selbständig als Prüfingenieur in Gotha und danach war er Statiker und Konstrukteur im 1. Entwurfsbüro für Industriebauten in Dresden, wo er auch Zeichnungsbevollmächtigter und Fachabteilungsleiter wurde. 1952 wurde er an der TU Dresden promoviert (Die Membrantheorie der einschalig hyperbolischen Rotationsschale). 1956 wurde er Lehrbeauftragter für Statik und Elastizitätstheorie und 1958 Professor für Stahlbeton an der Hochschule für Bauwesen in  Cottbus und habilitierte sich 1961. Von 1962 bis 1967 war er Professor für Theorie und Konstruktion von Flächentragwerken an der TU Dresden.

## Schriften
- Die Membrantheorie der einschalig hyperbolischen Rotationsschale, Dissertation, TU Dresden 1952, teilweise in: Bauplanung-Bautechnik, Nr., 1953, S. 310–318, 320
- Die Standsicherheit der Tagebaukippen unter besonderer Berücksichtigung der zeitlichen Belastungsgeschwindigkeit, Habilitation 1961
- Die Statik der Schalenträger, Bauplanung-Bautechnik, Band 8, 1954, Nr. 1, Band 9, 1955, Nr. 4, Band 10, 1956, Nr. 1, Band 11, 1957, Nr. 1, 2
- Randwerttabellen für Zylinderschalen, VEB Verlag für Bauwesen 1960
- Statik der Platten, Scheiben, Schalen, in: G. Grüning, A. Hütter (Hrsg.),  Ingenieurtaschenbuch Bauwesen, Band 1, Edition Leipzig 1964, Abschnitt 7
- Leitfaden Berechnung von Kreiszylinderschalen mit Randgliedern, Berlin, VEB Verlag für Bauwesen 1965
- Theorie und Berechnung der Schalen, in: Betontaschenbuch, Band 5, 1970, S. 237–266